# Дувал

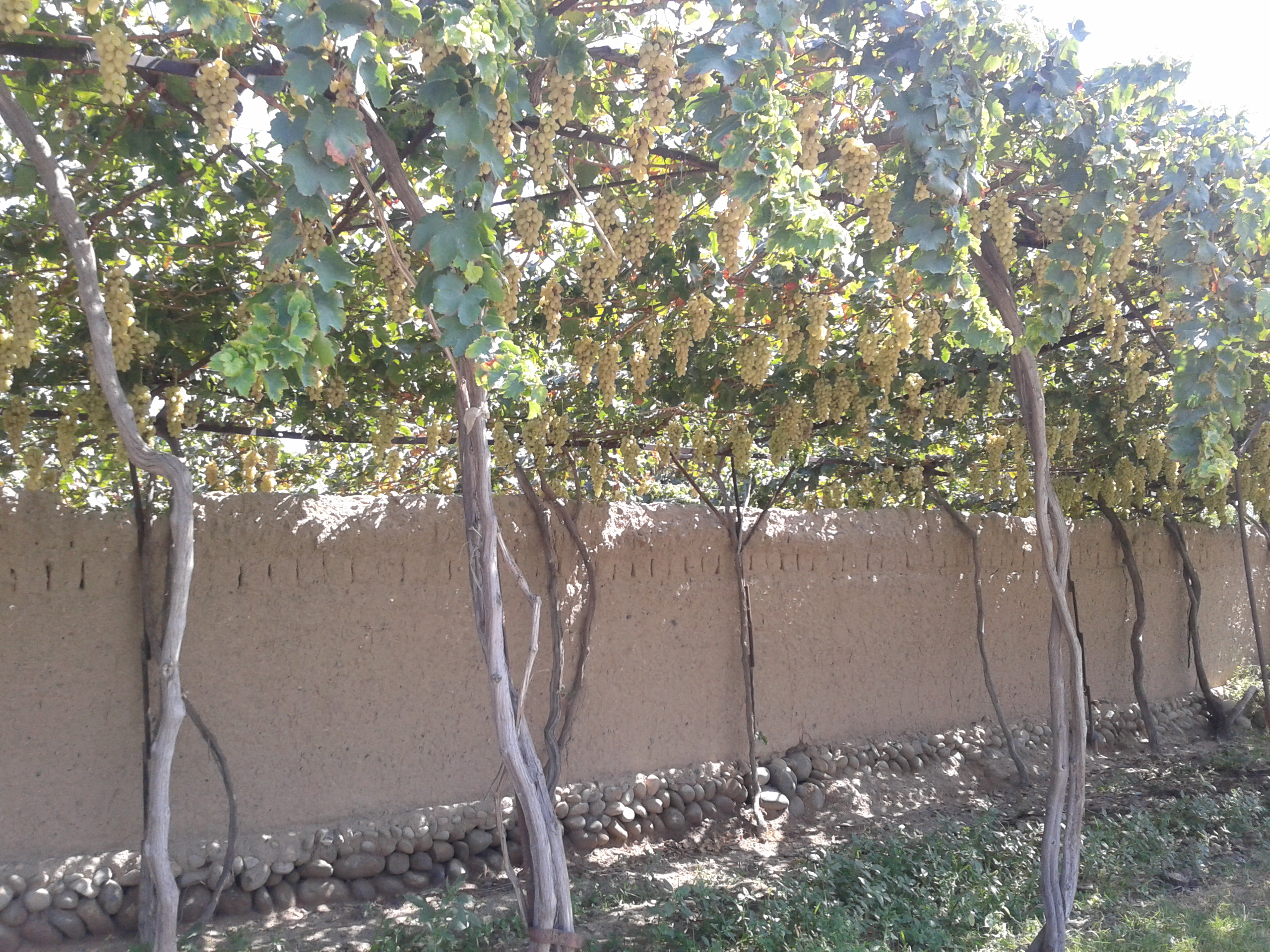
Дувал внутреннего двора жилища закрытый глиняным раствором, в одном из кишлаков Узбекистана.

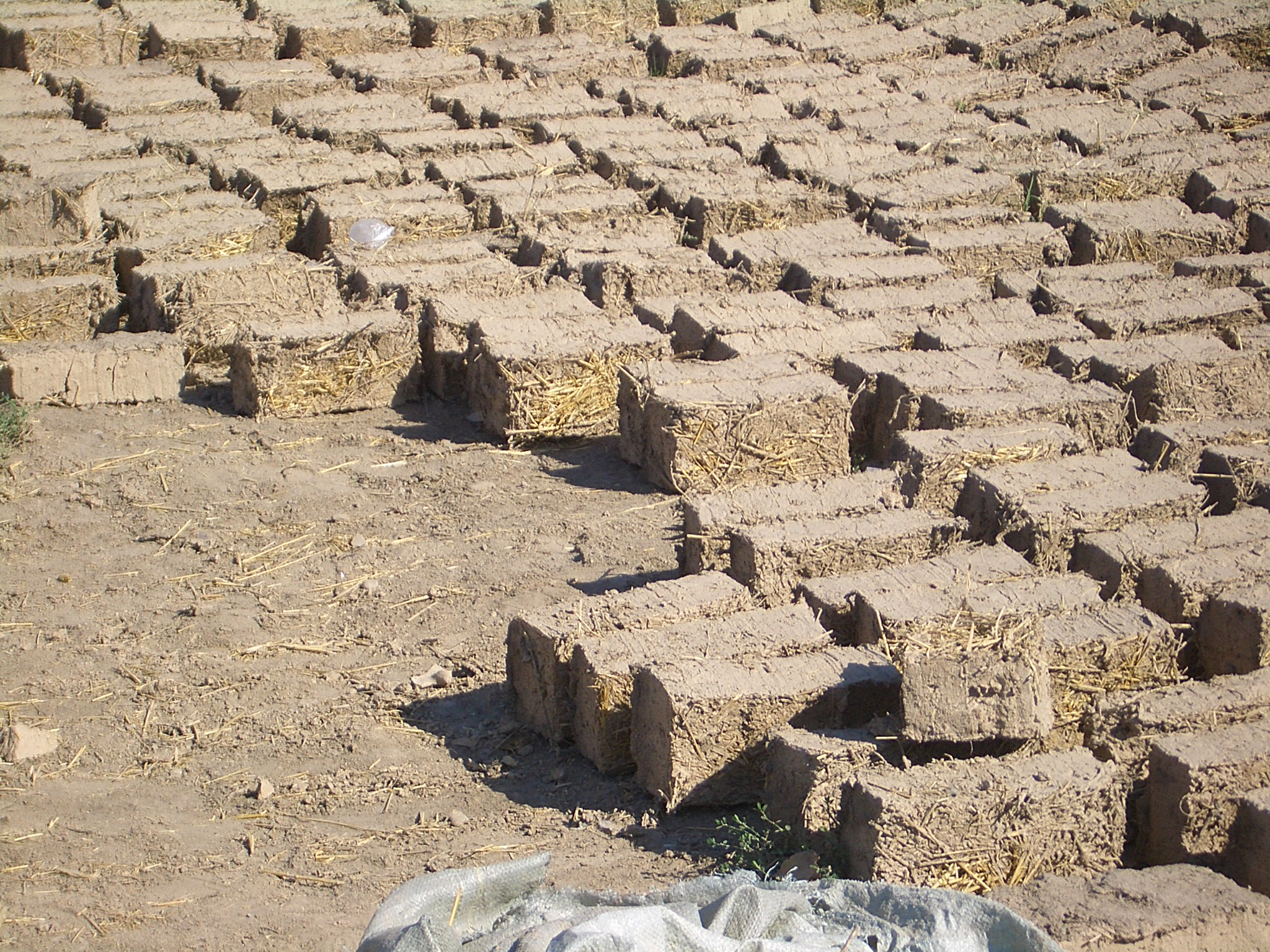
Саманные кирпичи во время высушивания на солнце.

Дувал (узб. Duvol / Devor; тадж. Девол; кирг. Дубал) — глинобитный или булыжный забор или кирпичная стена дома в Средней Азии. Дувал возводится вокруг  домиков и дворов и в основном распространён в кишлаках и в частной застройке городов. Дувал часто является продолжением стены жилища, выходящей на улицу. В дувалах, как и в обычных заборах, делают калитки, ворота, а иногда и смотровые окошки, закрывающиеся ставнями. Как правило такие заборы превышают рост среднего человека и полностью скрывают внутренний двор от взглядов прохожих.

## Конструктивные особенности
Технологии возведения дувалов нигде строго не закреплены и в разных местностях их делают по своему.
Довольно часто строят их из самановых кирпичей, называемых «гувалля» и представляющих собой смесь глины с соломой. Такие кирпичи после изготовления высушивают на солнце несколько дней. Фундамент дувала выкладывают из крепких камней, скрепляя их глиной. Кирпичи-гувалля изготовляют таким образом, чтобы при их кладке между ними не возникало сильных зазоров. Скрепляют их также глиняным раствором. Поверхность забора покрывают подобным глиняным раствором, иногда белой штукатуркой или расписными красками.
В Средней Азии можно встретить и другие способы изготовления дувалов, например, из пахсы — плоских глиняных кирпичей. Соломы в них очень мало или вообще нет. Формирование забора из пахсы производят в форме лестницы, с последующим выравниванием ступенек глиной, или в виде ленты с лёгким наклоном.
Также существуют дувалы из сырцовых кирпичей, сформированных из опалубки. Такие кирпичи долго высушивают так, что они становятся очень прочными. Есть мнение, что такой дувал может выдерживать столкновение с автомобилем. Обычно его высота не превышает трёх метров. Простой дувал может быть сложен из округлых речных камней на глиняном растворе. Более прочные современные дувалы также делают из бутового камня на цементном растворе.